# 门空间
在数学中，特别是在拓扑学领域，如果每个子集都是开放的或封闭的（或两者兼而有之），则拓扑空间被称为门空间。该术语来自介绍性拓扑助记符，即“子集不像一扇门：它可以是打开的、关闭的、两者兼而有之，或者两者都不是”。

## 属性和示例
每个门空间都是T 0 （因为如果{\displaystyle x}和{\displaystyle y}是两个拓扑上不可区分的点，单点{\displaystyle \{x\}}既不开放也不封闭。
门空间的每个子空间都是门空间。 门空间的每个商也是如此。 
集合上每个比门拓扑更精细的拓扑{\displaystyle X}也是一种门拓扑结构。
每一个离散空间都是一个门空间。这是无聚点的空间，即其每个点都是孤立点。
每个空间 𝑋 恰好有一个累积点（并且所有其他点都是孤立的）是一个门空间（因为仅由孤立点组成的子集是开放的，而包含累积点的子集是闭合的）。一些例子是：（1）离散空间（也称为堡垒空间）的单点紧致化，其中无穷大处的点是累积点;（2）具有排除点拓扑的空间，其中“排除点”是累积点。
集合上的特定点拓扑给出了具有多个累积点的门空间的示例𝑋 至少有三分。开集是包含特定点的子集 𝑝 ∈ 𝑋, 连同空集。重点 𝑝 是一个孤立点，所有其他点都是累积点。（这是一个门空间，因为每套都包含𝑝是打开的，每组都不包含𝑝已关闭。另一个例子是具有特定点拓扑和离散空间的空间的拓扑和。
集合上的特定点拓扑给出了具有多个累积点的门空间的示例𝑋 至少有三分。开集是包含特定点的子集 𝑝 ∈ 𝑋, 连同空集。重点 𝑝 是一个孤立点，所有其他点都是累积点。（这是一个门空间，因为每套都包含𝑝是打开的，每组都不包含𝑝已关闭。另一个例子是具有特定点拓扑和离散空间的空间的拓扑和。
门间距{\displaystyle (X,\tau )}没有孤立点的正是具有以下形式的拓扑结构{\displaystyle \tau ={\mathcal {U}}\cup \{\emptyset \}}对于一些免费的超滤器{\displaystyle {\mathcal {U}}}在{\displaystyle X.} 这样的空间必然是无限的。
连通门空间有三种类型{\displaystyle (X,\tau )} ：  
- 具有排除点拓扑的空间；
- 具有包含点拓扑的空间；
- 具有拓扑结构的空间{\displaystyle \tau }使得{\displaystyle \tau \setminus \{\emptyset \}}是免费的超滤器{\displaystyle X.}